# 香焼町
香焼町（こうやぎちょう）は、長崎県にあった町。西彼杵郡に属した。1898年（明治31年）7月1日、深堀村から分村し、2005年（平成17年）1月4日、市町村合併に伴い長崎市に編入され、自治体としては消滅した。編入後は、全域が長崎市香焼町（こうやぎまち）となっている。造船所が多く立地する。
本項では現在の長崎市の一地区としての香焼（こうやぎ）についても記述する。香焼地区（長崎市役所香焼地域センター管内）の人口は3,645人（2018年2月末日現在、住民基本台帳）。

## 地理
元来は香焼島と陰ノ尾島からなる離島であったが、戦前戦後の造船・石炭産業の活動等により海面埋め立てが進んだ。1960年代後半の県による臨海工業用地埋立により両島とも長崎市と陸続きとなり、長崎半島と繋がって半島化した。
もとの香焼島の南西に横島がある。明治時代の一時期炭鉱採掘で栄えたが、閉山後沈下が進み岩礁化している。
- 山：遠見岳、天神山、高岳
- 港湾・海域：長崎湾、大中瀬戸

## 町名
香焼町（こうやぎ）
1898年、深堀村大字香焼から分立して以降、2005年まで番地のみ（香焼町××番地）だった。合併時、旧町全域が長崎市香焼町（こうやぎまち）に改められた。
自治会は馬手ヶ浦、長浜、堀切東、堀切西、深浦、深浦団地、田の浦、田ノ浦団地、浦下、浦上、里、尾ノ上、本村団地、丹馬、安保、恵里、栗の浦、辰ノ口、海老瀬が存在する。

## 歴史
戦前、川南工業（造船業）や安保炭坑によって栄えた島で、戦時中は日本軍に対して輸送船を大量生産していた。
戦後川南工業の経営悪化に伴い町（当時は村）の税収は緊迫しており、町と川南の間で長らく確執があった。
その後、革新系（日本共産党単独推薦）の町長（坂井孟一郎）が長く支持された革新自治体として全国的にも注目された。
1969年、海面埋立てに財政的支出を行った長崎県によって、陸続きとなった長崎市との合併勧奨がなされているが、町民ら自ら合併の是非について調査し、合併の賛否を検討し住民らの判断でこの時は合併は見送られている。
しかし、平成の大合併においては周辺の町とともに長崎市と合併協議に入り、合併を推進した当時の町長のリコールによる解職等の紆余曲折を経て、2005年1月4日に同じ西彼杵郡の伊王島町、高島町、野母崎町、三和町、外海町と共に長崎市に編入された。

### 行政区域の変遷
- 1889年（明治22年）4月1日 - 町村制施行により、深堀村・大籠村・香焼村が合併し西彼杵郡深堀村が成立する。
- 1898年（明治31年）7月1日 - 深堀村のうち大字香焼を分離し、香焼村が発足[1]。
- 1961年（昭和36年）11月3日 - 町制施行し香焼町となる。
- 2005年（平成17年）1月4日 - 長崎市に編入され、自治体として消滅。

## 行政

### 歴代町長
- 山下幸三（1898年 − 1902年）※初代村長
- 山下幸吉（1914年 − 1920年）※第5代、6代村長
- 坂井孟一郎（1947年 - 1987年）※1961年11月2日までは村長
- 坂井猛（1987年 - 1996年）
- 徳永繁富（1996年 - 2004年1月11日失職、同年2月15日 - 2005年1月3日）

## 交通

### バス路線
- 長崎バス
  - 町内にある恵里バス停まで毎時2本程度が乗り入れている（平日5本のみ更に先の伊王島方面へ乗り入れ）。また、朝などには長崎市街方面から香焼修繕部へ向かうバスもごくわずかにある。
- 長崎市コミュニティバス
  - 香焼三和線が平日に4往復程度走っている。

### 道路
- 長崎県道29号香焼江川線

## 名所・旧跡・観光スポット・祭事・催事

### 名所・旧跡・観光スポット
- 香焼町総合公園
- 展望台
- 円福寺（観光百選の地）

### 祭事・行事
- 長崎半島五活祭
- 弘法大師祭り
- 町民ペーロン大会